# Plebejus veris
Plebejus veris är en fjärilsart som beskrevs av Ruggero Verity 1924. Plebejus veris ingår i släktet Plebejus och familjen juvelvingar. Inga underarter finns listade i Catalogue of Life.